# Mirolestes tenuis
Mirolestes tenuis är en tvåvingeart som först beskrevs av Walker 1851.  Mirolestes tenuis ingår i släktet Mirolestes och familjen rovflugor. Inga underarter finns listade i Catalogue of Life.